# سلاح جوي
سلاح جوي مع ظهور الطائرات واستخدامها كأداه للقتال في بداية القرن العشرين لم تعد ميادين القتال مقصوره على البر والبحر فقط كما كان بالسابق وانما أصبحت السماء لها دور كبير, وبدأت اهميه القوة الجوية بالتزايد حتى أصبحت السلاح الحاسم الذي لا بد من توفره لتكسب الجيوش معاركها.
بدأت أول عملية استعمال سلاح الجو في فرنسا واستخدامه كسلاح ضد الاعداء وذلك عندما بدأت صناعت المناضيد الهوائية حيث استخدمه الجيش الفرنسي كاستطلاع ومن ثم استخدم لالقاء القنابل على القوات المعادية, وبعدها تطور استخدام سلاح الجو وذلك عند اختراع الطائرة.
بالرغم من تطور كافه أنواع الأسلحة بشكل عام واسلحه مقاومه الطائرات بشكل خاص إلا أن هذا لم يفقد الطائرات أهميتها نظرا للتحسينات التي طرأت على الطائرات ومقرتها وكفاءه الأسلحة التي تحملها بالإضافة إلى اجهزه التشويش والاعاقه التي أصبحت جزءا من الطائراه.
مما يضعف من فعاليه الأسلحة المقاومة لها.وقد برهنت الحروب اللاحقه اهميه القوة الجوية في احرازها النصر وذلك بالحصول على السيطرة الجوية البعيده المدى.حيث ان لسلاح الجو اهمية كبيرة في الحروب منها انه يعطي القوات الأرضية الصديقة معلومات استطلاعية عن الاعداء ويشن هجوم على قواته الأرضية ويسبب خسائر فادحة وكذلك يغطي تقدم القوات.